# 槇江山
槇 江山（まき こうざん、安政7年（1860年） - 昭和11年（1936年）1月10日）は、伊予国浮穴郡上灘（現在の愛媛県伊予市）出身で明治中期から昭和初期にかけて活躍した陶芸家。本名は鹿蔵（しかぞう）、「江山」は号である。

## 来歴
伊予国上灘に生まれ、幼少の頃から手先が器用であった。当時、山口県萩から来ていた陶工が、天賦の才能を惜しみ弟子とし、12歳から18歳まで萩で焼物の修業を重ねた。一人前の陶工として帰郷した後、21歳から27歳まで、土佐の政治家林有造に請われて、有造の妻の里で焼物指導をする。有造の薦めで、号を「江山」と名乗るようになった。その後、砥部で陶工として働いた。1895年（明治28年）、郡中町（現在の伊予市）に住み、江山焼に取り組む。
伊藤博文、元帥海軍大将東郷平八郎、陸軍大将秋山好古、旧伊予松山藩主久松勝成、高浜虚子、下村為山、河東碧梧桐といった文人、軍人、政治家との交流が多く、名士が江山を招いて邸内に窯を築き、陶磁器を焼かせる「お庭焼き」も行われた。1909年（明治42年）春、伊藤博文を郡中彩濱館に迎えもてなした時、江山が庭に用意した窯で、伊藤は茶碗に「水光山色沙白松青影裏之人家 春畝山人」、徳利に「一片之氷心」と揮毫して楽焼を楽しんだ。また、1903年（明治36年）に大正天皇、1922年（大正11年）には昭和天皇に、江山焼お買い上げの光栄を賜る。
1922年（大正11年）、松山城の城山の麓に、旧松山藩主久松家の別邸として萬翠荘が建設された際、松山市の会社団体からは砥部焼の鶴が贈られ、銀行団体からは海亀を贈ることになり、江山は海亀を製作した。
1936年（昭和11年）1月10日没。増福寺（伊予市湊町）に眠る。

## 人物
人柄は温厚で三味線をたしなみ、浄瑠璃を研究したり、ひょうたんを愛玩して常に携帯し鑑賞していた。酒は飲めず、甘党であった。無欲恬淡で「芸術家は金で動くようではだめだ」という信念を持ち、収入があると貧しい人に施しをしたり、餅をたくさんついて砥部橋から撒いたりした。陶芸作品が高く評価され有名であるだけでなく、誰からも好かれた人物だった。

## 主な作品
- 伊予市湊町大師堂 金剛力士像（伊予市指定文化財）[2]
- 伊藤博文公染筆茶碗[3]